# ポプラポケット文庫
ポプラポケット文庫（ポプラポケットぶんこ）は、株式会社ポプラ社が発行する児童向け小説シリーズ。

## 概要
2005年10月に創刊された。判型は新書判（B6変形）。毎月数点刊行されている。
「あなたのポケットを夢でいっぱいにしたい」という思いを込めて創刊された。『くまの子ウーフ』などの多くのロングセラー作品のほか、児童文学、世界や日本の名作、ミステリーといったシリーズ、さらにはノンフィクション、学校の怪談、伝記、海外のヤングアダルトといった様々なジャンルを扱っている。
ポケット文庫のオリジナルキャラクターとして、ポケットの形をした「ポケットくん」が設定されており、カラジ、グリグリ、ジーンジーン、チェックン、ニットン、バックン、ビニタ、ブラブラなどの名前が付けられており、ポケットにそれぞれポケット文庫を入れている。
「ポプラポケット文庫 読んでほしいこの一冊コンクール」と題し、感想文を募集し、大賞・優秀賞が発表されている。

## 刊行リスト
| タイトル                      | 著者         | 発行年月   | 備考 |
| ----------------------------- | ------------ | ---------- | ---- |
| 名探偵金田一耕助1 仮面城      | 横溝正史     | 2005年10月 |      |
| 名探偵金田一耕助2 大迷宮      | 横溝正史     | 2006年1月  |      |
| 名探偵神津恭介1 悪魔の口笛    | 高木彬光     | 2005年10月 |      |
| 名探偵神津恭介2 蝙蝠館の秘宝  | 高木彬光     | 2006年2月  |      |
| ABC殺人事件                   | クリスティ   | 2005年10月 |      |
| オリエント急行殺人事件        | クリスティ   | 2005年11月 |      |
| 坊っちゃん                    | 夏目漱石     | 2005年10月 |      |
| 怪談                          | 小泉八雲     | 2005年10月 |      |
| 注文の多い料理店              | 宮沢賢治     | 2005年10月 |      |
| くまの子ウーフ                | 神沢利子     | 2005年10月 |      |
| 車のいろは空のいろ 白いぼうし | あまんきみこ | 2005年11月 |      |
| らくだい魔女はプリンセス      | 成田サトコ   | 2006年10月 |      |